# Ковенчук, Георгий Васильевич
Гага (Георгий Васильевич) Ковенчук (2 декабря 1933 — 3 февраля 2015) — советский и российский художник, писатель. Живописец, график, плакатист, художник книги и сценограф, занимался керамикой и малоформатной скульптурой. Заслуженный художник Российской Федерации.

## Биография

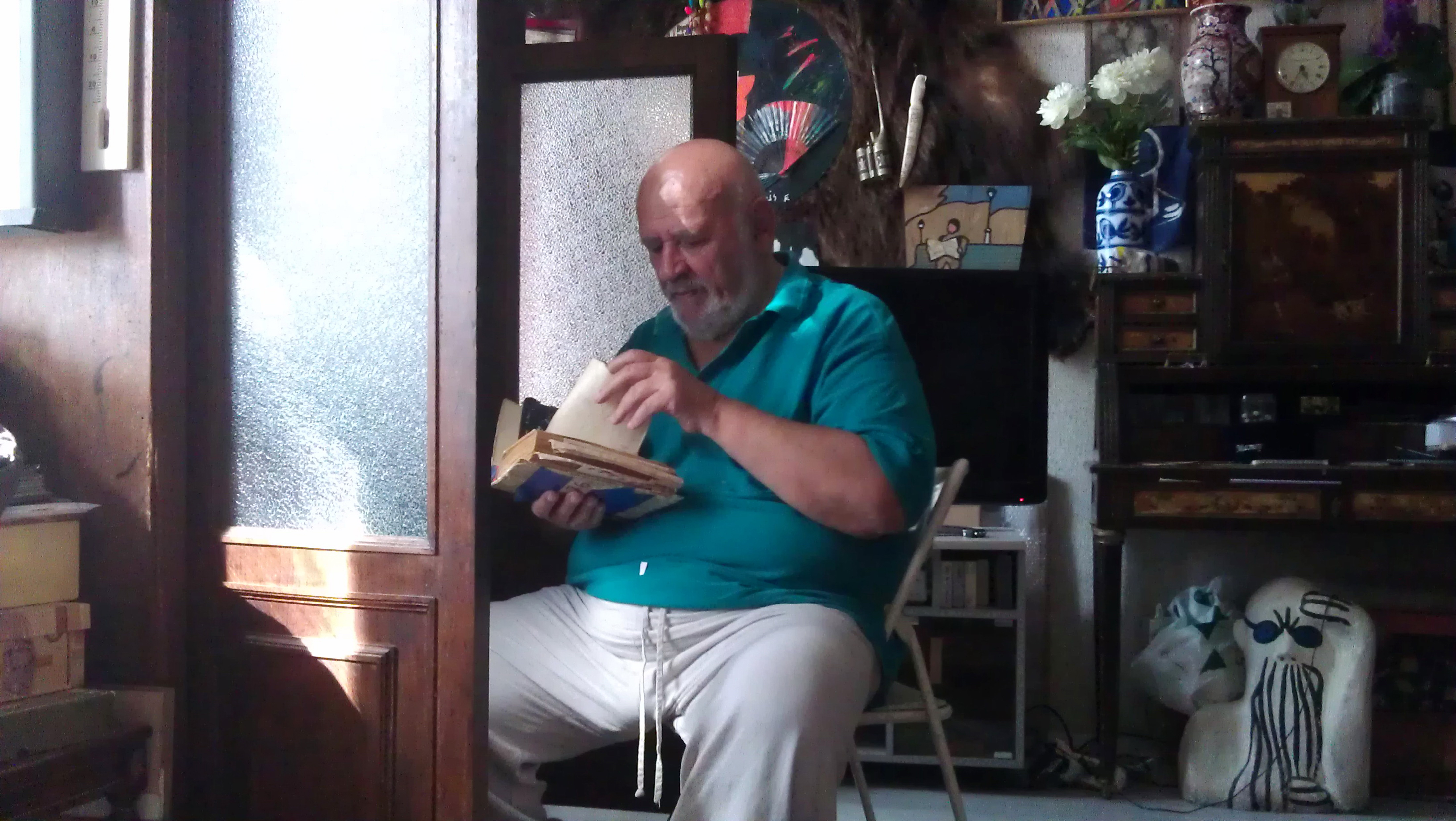
Санкт-Петербург. 24 июня 2013. Гага Ковенчук.

### Ранний период
Родился в Ленинграде 2 декабря 1933 года. Отец — Василий Григорьевич Ковенчук (1905—1987), воевавший с 1941 г. в народном ополчении на фронте ВОВ, в 1950 г. по ложному обвинению в шпионаже был репрессирован. Мама — театральный скульптор и бутафор Нина Николаевна Ковенчук работала в театре Акимова, дед — художник и теоретик русского авангарда Николай Кульбин. Раннее детство Ковенчука прошо в доме 20 на ул. Правды. Во время блокады Ленинграда был в эвакуации, с мамой, сначала в Куйбышеве, а затем в Сталинабаде. Впоследствии жил в коммунальной квартире на ул. Гороховой, которую описал в своих рассказах. В начале 1980-х Г. В. Ковенчук переехал в квартиру на набережной канала Грибоедова, д. 116. Первая мастерская (с 1960 г. на двоих с М. Беломлинским) находилась на улице Репина, впоследствии в 1970-80-е гг. (16 лет) занимал мастерскую на наб. реки Карповки, позже работал в своей мастерской в Пушкине.
Азы искусства Георгий Ковенчук осваивал в СХШ,
затем на графическом факультете в Ленинградском институте живописи, скульптуры и архитектуры имени И. Е. Репина, в мастерской А. Ф. Пахомова (1954—1960). Защитил диплом серией плакатов за которую получил оценку «отлично». Ещё студентом художник становится участником творческого объединения мастеров плаката «Боевой карандаш». Сразу после окончания института был принят на секцию графики в ЛОССХ (с 1960 г.), член Союза журналистов.
В 1960-80-е годы создаёт множество остросатирических, а порой ироничных социальных плакатов, издававшихся тысячными тиражами, но ставших теперь коллекционной редкостью. Пожалуй, самым знаменитым стал плакат, нарисованный Ковенчуком в 24 года: «Не за узкие брюки, а за хулиганские трюки. (Комсомольский патруль)» (1957 г., 44 х 58 см) воспроизведённый впоследствии в отрывном календаре (1959 г., тир. 1500 000 экз.) и неоднократно репродуцированный в позднейшее время. Так же к числу наиболее известных плакатов Г. К. принадлежат: «Этот вирус из лени вырос» (1959 г., 58 х 44 см); «За такие шутки получают сутки» (1972 г., 58 х 44 см, тир. 4400 экз.); «Джентльмен у дачи» (1972 г., 56 х 42 см) и другие.
Первая персональная выставка Ковенчука открылась в Ленинграде в 1971 году, но проработав всего несколько дней была закрытая властями по идеологическим соображениям, с формулировкой за формализм.

### Ковенчук в России
Художник работал как иллюстратор для издательств и ряда журналов: Аврора, Костёр, Мурзилка (с 1975) и других. От журнала «Костёр» Ковенчук два раза ездил в творческие командировки на БАМ. В журнале Аврора работал со времени основания издания (1969), около двух лет занимал должность главного художника (1971—1972). В 1973 году, к 40-летию художника коллеги по редакции в единственном экз. подготовили спецвыпуск Авроры, над которым работали: Леонид Каминский, Геннадий Никеев, Александр Шарымов.
На протяжении всей жизни Ковенчук работал как книжный художник, иллюстрируя сочинения русских писателей XX века (братьев Стругацких, Даниила Гранина, Виктора Голявкина, Александра Житинского, Сергея Вольфа, Александра Шалимова, Симона Соловейчика и др.); некоторые из этих книг были опубликованы за рубежом (например, сборник рассказов М. М. Зощенко в 2012 году вышел в Японии,).
Наиболее известны оформленные им книги: «Из записных книжек» И. А. Ильфа (выдержало несколько переизданий) и выпущенный тиражом 30000 экземпляров «Клоп» В. В. Маяковского. Для своего времени эта книга Ковенчука стала значительным культурным событием, сенсацией.
Цитата из статьи Даниила Гранина: 

Используя художественную манеру В. Маяковского, А. Родченко, Эль-Лисицкого, стилистику политического плаката первых лет революции, Г. Ковенчук не сопутствует тексту, а внедряется в него, делает само слово, фразу, шрифт участником оформления. Слово начинает звучать, оно выкрикивается, взрывается, хохочет. Совершается это и красками, и рисунком, и средствами чисто театральными…
Издание этой книги имеет непростую историю. Если бы не азарт и энергия художника и помощь, оказанная ему Лилей Брик, Константином Симоновым и Валентином Плучеком, её не случилось бы. Впрочем, в итоге за графику к комедии Маяковского Клоп Георгий Ковенчук был награждён дипломом «Лучшая книга года» (1975); серебряной медалью Международной бьеннале графики в г. Брно (Чехия, 1994).
В 1986 году в польском театре «Стара Проховня» (Варшава) Войцехом Семионом был поставлен кукольный спектакль «Клоп»; сценография Жанны и Георгия Ковенчуков, керамические фигуры персонажей по мотивам своих иллюстраций к В. Маяковскому сделал Г. Ковенчук. В 2016 году «Клоп» Ковенчука был издан в Японии.
Достаточно точно творческую универсальность Ковенчука характеризуют следующие слова Александра Боровского:

Имя Гаги Ковенчука — веселое имя. Это художник неунывающий. Массу вещей он начал делать первым: увлекся тем, что сегодня называется медийным искусством — использовал в своих работах кино- и фотоматериалы, искал и находил для этого особую визуальную форму. Я тогда сердился на него — почему не закрепляешь свои находки в декларациях и текстах? Гаге все это было неинтересно: вымучивать манифесты, осваивать терминологию, цитировать Гройса, заниматься public relations. Всю жизнь ему интересно рисовать, писать маслом, оформлять книги и спектакли…

В 2013 году в формате книги художника издательством Тимофея Маркова, ориентированном на выпуск коллекционных книг, была подготовлена новая авторская версия «Клопа» (отпечатанная шелкографией в цвете). В процессе работы над ней, Г. Ковенчуком при участии А. Парыгина, было подготовлено 25 заново переосмысленных композиций, сформированных на основе материала из трёх рабочих макетов Г. В. Ковенчука (конца 1960-х гг.) и окончательного варианта книги 1974 года. Вся работа заняла около 12 месяцев и была закончена в середине 2013 г. Издание выпущено лимитированным тиражом в двух вариантах: как увраж в папке и в твёрдом подарочном футляре. Общий тираж — 70 экземпляров, 50 экз. на плотной цветной бумаге Canson + 20 экз. на белой (формат всех листов 30 х 42 см). Каждый лист подписан художником и несёт указание на номер экземпляра в тираже.

Степень импровизационности и иконографической трансформации базовых пластических сюжетов в разных композициях получилась различной. В целом, шелкографские листы стали современнее, динамичнее и, одновременно, лаконичнее. Большую нагрузку несет цвет. Помимо всего прочего, характер изменений обусловлен как спецификой техники шелкографии, так и методом совместного их создания.

В 2016 году «Феерическая комедия Клоп» В. В. Маяковского в графическом исполнении Георгия Ковенчука была издана в Японии (перевод на японском язык: Фуэ Катаяма).

### Печатная графика
Отдельного упоминания требуют эстампные листы Г. В. Ковенчука. Более чем за 50 лет работы в печатной графике он создал около 300 композиций, используя казалось бы все известные техники: офорт и акватинта, литография и линогравюра, ксилография и монотипия, шёлкография, трафарет и другие. Наиболее ранние его гравюры датируются первой половиной 1960-х годов. Это монохромные линогравюры отпечатанные чёрной краской в сероватом тоне. Г. К. Ковенчук неутомимо экспериментирует с материалом доски, со способами её обработки и печати: «Зима» (1965 г., 28 х 21,9 см, линогравюра), «На рынке» (1965 г., 17,5 х 22,5 см, линогравюра). Для художника не столь важен тираж, сколь нахождение острой и лёгкой, графически выразительной фактуры композиции. При этом, один и тот же сюжетный мотив он часто гравирует в различных техниках с незначительными композиционными изменениями. В середине 1960-х гг. Ковенчук работая в литографской мастерской создаёт серию городских пейзажей и жанровых сцен: «Последний троллейбус» (1965 г., цв. литография); «Ресторан Восточный» (1965 г., цв. литография); «Бокал вина» (1965 г., цв. литография); «Танго» (1965 г., литография) и др..
В 1966-68 гг. он начинает использовать картон, как печатную форму, часто комбинируя её с приклеенными обрезками ткани или марли и кракелюрной текстурой застывшей клеевой массы: «Время» (1968 г., 37,5 х 29,6 см, гр. на картоне); в 1969 г. гравирует серию малоформатных эстампов офортом с сухой иглой, стилистическое решение которых выглядит порой сюрреалистично: «Человек с газетой» (1969 г., 17 х 11,5 см, офорт), «Композиция» (1969 г., 19 х 14,5 см, офорт); в начале 1970-х увлекается гравюрой на дереве и гравюрой на фанере: «Львиный мостик» (1972 г., 25 х 21 см, ксилография), «Канал Грибоедова» (1974 г., 25,5 х 21 см, ксилография), «Мытищи» (1974 г., 25,5 х 19,2 см, ксилография). Примерно, в это же время Ковенчук создаёт несколько цветных композиций, напечатанных через трафареты.
Заведующая отделом графики Русского музея Наталья Козырева пишет об этом периоде так:

В 1970-е годы широкую известность приобретает графика Ковенчука, пластический язык которой оригинален и самобытен. Его рисунки, исполненные пером или фломастером, всегда отличала сильная, упругая, наполненная жизненной энергией линия, которая под рукой автора сопротивлялась, гнулась и вновь выпрямлялась, набирая крепость. <…> Ковенчук с удовольствием погрузился в процесс поисков единственно необходимого ему материала и, пройдя через работу в литографии, линогравюре и офорте, изобрел для себя гравюру на картоне, усложненную введением дополнительных элементов, обогативших и изменивших фактуру оттиска.

В 1960-80-е гг. Ковенчук много ездит по стране: побывал в тундре, в Якутии, в шахтах Кузбасса, на Каракумском канале, шесть раз был на Сахалине, на Курильских островах (Шикотане, Кунашире, Итурупе). В середине 1970-х гг. художник увлечён эффектами, которые даёт гравюра на картоне («Геодезисты БАМа», 1974 г, 59 х 49,5 см, гр. на картоне; «Мост через реку Тында», 1978 г., 63 х 50,5 см, гр. на картоне; «На север», 1978 г., 63,5 х 50 см, гр. на картоне и др.). В начале 1980-х гг., по следам своих многочисленных творческих командировок по республикам Советского Союза, художник гравирует серию крупноформатных эстампов: «Рынок в городе Мары» (1980 г., 39,7 х 60 см, гр. на фанере), «Озеро» (1980 г., 40 х 60 см, гр. на фанере) и других. В 2006 г., по впечатлениям от жизни в Париже, Г. В. Ковенчук создаёт серию примерно из десяти линогравюр, под общим названием «Мулен Руж». В середине 2000-х гг. художником был выполнен ряд цветных литографий на Монмартре, в мастерской Печатник Тома: «Моряки Кронштадта» (2005 г., 45 х 65 см, цв. литография), «В сибирском селе» (2005 г., 45 х 65 см, цв. литография).
В 2013 г. в студии авторской печатной графики AP-TM Printmaking (СПб) по рисункам художника, при непосредственном участии Г. К. Ковенчука, был напечатан тираж из 12 цветных шелкографсих композиций (32 экз. каждого сюжета). В этой же студии Гагой Ковенчуком была создана последняя в его жизни литография: «Утро в Коломне» (2013 г., 32,3 х 24 см, цв. литография, тир. 90 экз.).
Несмотря на весьма прохладные отношения художника с официальным искусством, в 2003 году он был удостоен серебряной медали Российской академии художеств и звания Заслуженный художник Российской Федерации
Умер Георгий Васильевич Ковенчук в Санкт-Петербурге 3 февраля 2015 года. Похоронен на Смоленском кладбище в Санкт-Петербурге

### Ковенчук во Франции
В 1980—2000-е годы Георгий Ковенчук много путешествовал, непрерывно делая путевые наброски и композиционные зарисовки новых сюжетов для живописи. В эти годы он по приглашению галерей и коллег-художников побывал в большинстве европейских стран (Англия, Норвегия, Швеция, Финляндия, Германия, Чехия, Польша, Монако, Бельгия и т. д.), а также в США, Тунисе, Египте, Японии, Китае и других странах мира.
Уже в Ленинграде, под впечатлением от увиденного, Георгий Ковенчук создал две работы в новой для себя технике электроэстампа. Назвал он их так же, как заголовок, замеченной в студии статьи из воскресной газеты «The Sunday Times Review» — «The electric conductor» («Электрический дирижёр»).
На протяжении своей жизни художник встречался, работал, дружил или осуществлял совместные творческие проекты с выдающимися людьми своего времени, в числе которых были: Николай Акимов, Георг Шолти, Алексей Кручёных, Алексей Хвостенко, Марк Шагал, Лиля Брик, Марлен Дитрих, Отар Иоселиани, Булат Окуджава, Даниил Гранин, Грег Капелян, Олег Целков, Рене Герра, Иосиф Бродский, Андрей Битов, Сергей Довлатов, Михаил Беломлинский

Цитата из книги Сергея Довлатова «Соло на Ундервуде»: 
В Ленинград приехал Марк Шагал. Его повели в театр имени Горького. Там его увидел в зале художник Ковенчук. Он быстро нарисовал Шагала. В антракте подошел к нему и говорит: «Этот шарж на вас, Марк Захарович». Шагал в ответ: «Не похоже». Ковенчук: «А вы поправьте». Шагал подумал, улыбнулся и ответил: «Это вам будет слишком дорого стоить».
Особые отношения связывают Г. В. Ковенчука с Францией. Начиная с середины 1980-х гг., регулярно, в течение многих лет он жил и работал в этой стране, чаще всего останавливаясь в Париже на Рю Лепик (одной из самых знаменитых улиц Монмартра). В 2004 г. этом городе Гага Ковенчук встретился и сдружился с философом и профессором литературы Леонардо Клеричи, внуком итальянского футуриста Томмазо Маринетти посещавшего в 1914 г. Россию по приглашению деда Г. К.. Живописные и графические серии работ созданные в Париже занимают в творческом наследии мастера особое место. Излюбленным местом стал для художника Мулен Руж.
Свои взаимоотношения с Парижем художник описывал со свойственной ему ироничностью: 

Галерейщик увидел из окна дома напротив мои картины и сделал в своей галерее выставку. Там была выставлена картина с изображением «Мулен Руж». Эту картину увидел директор «Мулен Руж» и пригласил меня рисовать на репетициях и представлениях. Это было на Монмартре в 1998 году. Каждый раз, когда я приезжаю в Париж, я обязательно прихожу в эту красную мельницу. У меня накопилось много альбомов с рисунками, много картин. Мои рисунки висят в домах парижан и в гримерках артистов.
Гага Ковенчук хорошо знал и ценил французское искусство XIX-XX вв. Отдавая дань особого уважения фовистам, в первую очередь Анри Матиссу. На уровне идеи, а затем макета Ковенчуком был разработан проект по установке у дома Оноре Домье на парижской набережной Анжу «Памятника прачке» — персонажу знаменитой картины (1853) великого живописца.

### Семья
Жена — Жанна Михайловна Ковенчук (р. 1940, Москва). Сын —  Алексей Кульбин (Ковенчук) (р. 1961, Санкт-Петербург).

## Персональные выставки (выборочно)
Георгий Васильевич Ковенчук участник множества всероссийских и международных выставок, начиная с 1956 года. Его персональные выставочные проекты были показаны во многих странах мира (Россия, Британия, Франция, Швеция, Монако, Германия, США и др.).
- Гага Ковенчук. Царскосельская коллекция. Пушкин, 2025[40].
- «Клоп». Книга Гаги. Свердловская областная универсальная научная библиотека им. В. Г. Белинского, Свердловск, 2024[41].
- Гага Ковенчук. Живопись, графика. Галерея Матисс клуб, СПб, 2020[42].
- Георгий (Гага) Ковенчук. Галерея «ЦЕХ» Псков, 2017[43].
- Династия — Георгий /Гага/ Ковенчук и Алексея Кульбин. Арт-отель «Рахманинов». СПб. 2016.
- Книжная графика Гаги Ковенчука. Библиотека книжной графики, СПб. 2016[44][45].
- ГАГА Георгий Васильевич Ковенчук. 1933—2015. Мраморный дворец. Государственный Русский музей, СПб, 2015[46][47][48].
- Russische Avantgarde in Amorbach. Galerie «Abteigasse 1» Аморбах. Германия. 2015[49].
- Вспоминая Гагу (выставка графики). Галерея Матисс клуб, СПб, 2015[50][51].
- George (Gaga) Kovenchuk. I.B. Clark Gallery (New Hope, Pennsylvania). 2015[52].
- Георгий Ковенчук. Графика разных лет. Государственный музей «Царскосельская коллекция». Пушкин, 2014[53].
- Гага рисует «Клопа». KGallery, СПб, 2013[54][55][56][57].
- Я назвал себя Гага. Голубая гостиная СПб СХ, СПб, 2012;
- Два художника (с сыном Алексеем Кульбиным). Музей-квартира Вл. Набокова, СПб, 2012.
- Георгий (Гага) Ковенчук. Живопись, графика. Арт-отель «Рахманинов», СПб, 2010[58].
- Три поколения петербургских художников. Музей петербургского авангарда. (Дом Матюшина), СПб, 2008[59].
- Георгий Ковенчук. Интерференция — Япония и не только… Галерея АЯ, СПб, 2007.
- О, этот юг. О, эта Ницца… Курская областная картинная галерея имени А. А. Дейнеки, 2007.
- О, этот юг. О, эта Ницца… Тамбовская областная картинная галерея, 2006;
- Ковенчук. Галерея Матисс клуб, СПб, 2005.
- GAGA. Galerie Pastor Gismondi (Монте Карло, Монако, 2004, 2005)[60].
- Попал в Мулен Руж. Галерея Матисс клуб, СПб, 2003.
- Георгий Ковенчук. Восприятие мира. Мраморный дворец. Государственный Русский музей, 2002[61].
- GAGA. Galerie «W», Париж (2002, 2003).
- Произведения Георгия Ковенчука. Борей, СПб, 2000.
- GAGA. Galerie «W», Париж, 1998.
- GAGA. Galerie Alexander, Берлин, 1998.
- GAGA. Galerie Perspective, Хойхельхайм, Германия, 1997.
- GAGA. Fine Art Gallery, Лондон, 1990.
- GAGA. Galerie Aronowitsch i Trosa Kvarn, Труса, Швеция (1988, 1989, 1990).
- Работы Георгия Ковенчука. Дом писателей, СПб, 1982.
- Георгий Ковенчук. Редакция журнала Аврора, СПб, 1981.
- Произведения Георгия Ковенчука. Магазин-салон «Ленинград», СПб, 1977.
- Работы Георгия Ковенчука. Кофейный домик Летнего сада, СПб, 1971.

## Работы в музеях и фондах
Живописные и графические работы художника входят в состав ряда крупных музеев РФ (сайт Госкаталога Музейного фонда РФ); Европы и Америки, частных коллекций и общественных фондов по всему миру.
- Государственная Третьяковская галерея, Москва.
- Российская государственная библиотека. Москва.
- Государственный Русский музей, Санкт-Петербург.
- Российская национальная библиотека. Отдел эстампа, Санкт-Петербург.
- Государственный музей истории Санкт-Петербурга. Санкт-Петербург.
- Музей искусства Санкт-Петербурга XX-XXI веков ЦВЗ Манеж. Санкт-Петербург[63].
- Музей современных искусств им.С.П.Дягилева СПбГУ. Санкт-Петербург.
- Государственный музей «Царскосельская коллекция». Царское село.
- Государственный музей В. В. Маяковского. Москва.
- Государственный музейно-выставочный центр «РОСИЗО». Москва.
- Театральный музей имени А. А. Бахрушина. Москва.
- Астраханская картинная галерея имени П. М. Догадина (Астрахань)[64]
- Волгоградский музей изобразительных искусств имени И. И. Машкова. Волгоград.
- Тамбовская картинная галерея, Тамбов.
- Тольяттинский художественный музей, Тольятти[65].
- Пензенская областная картинная галерея имени К. А. Савицкого. Пенза.
- Ирбитский государственный музей изобразительных искусств. Ирбит.
- Курская областная картинная галерея имени А. А. Дейнеки, Курск.
- Новосибирский государственный художественный музей, Новосибирск.
- Сахалинский областной государственный художественный музей, Южно-Сахалинск.
- Симферопольский художественный музей. Симферополь.
- Елабужский государственный музей-заповедник. Елабуга.
- Мордовский республиканский музей изобразительных искусств имени С. Д. Эрьзи. Саранск.
- Музей истории города-курорта Сочи, Сочи.
- Бердский историко-художественный музей. Бердск.
- Энгельсский краеведческий музей. Энгельс.
- Козьмодемьянский музейный комплекс. Козьмодемьянск.
- Череповецкий художественный музей. Череповец.
- Северодвинский городской краеведческий музей. Северодвинск.
- Луганский областной художественный музей. Луганск[66].
- Государственный музей искусств республики Казахстан им. А. Кастеева (Алматы).
- Moravian Gallery in Brno.(Чехия).
- Spencer Museum of Art. (США)[67].
- Zimmerli Art Museum. (США).
- Kolodzei Art Foundation. (США)[68].
- AVC Charity Foundation.
- Музей русского искусства (Нью-Джерси). (США).
- Les Musees de La Citadelle. (Вильфранш-сюр-Мер, Франция).

### Книги и статьи Г. В. Ковенчука
- Я назвал себя Гага (книга-альбом). — СПб.: НП Принт, 2012. — 318 с.
- В Ленинграде Петербурга было больше (интервью) // Невское время. — 22 марта 2011.
- Квартира N восемь и другое [сборник рассказов]. — СПб.: НП-Принт, 2011. — 318 с.
  - ゲオルギイ・ワシーリエヴィチ コヴェンチューク (著), 片山 ふえ (翻訳)// 8号室―コムナルカ住民図鑑 (日本語) 単行本 — 2016/3. ISBN 978-4903619637 (на японском яз.).[69]
- Из записок художника // Звезда. — 2009. — № 6.
- Что такое формализм в живописи и как с ним боролась советская власть // Город 812. — 2009. — 12 мая.
- Десант в Монте-Карло // НоМИ. — 2004. — № 4.
- БАМ в семьдесят четвёртом // Аврора. — 1993.
- «Хромпик» и «сумс» // Аврора. — 1993.
- Месяц на БАМе. — М.: Советский художник, 1978 — 74 с.
- От Комсомольска до Ургала. — М.: Детская литература. — 1977. — 62 с. — 300 000 экз.
- Художники «Боевого карандаша». — Л.: Художник РСФСР. — 1983. — 16 с. — 10000 экз.
- Про нефть. — М.: Детская литература, 1975.
- Для всех кто хочет видеть (к юбилею Анри Матисса) // Костёр. — 1969. — № 12.

### Статьи о Г. В. Ковенчуке
- Кононихин Н. Петербург в XXI году. От Добужинского до наших дней. — СПб.: НП-Принт, 2025. — 264 с., ил. — С. 32-33, 57, 132-136. Тираж 500 экз. ISBN 978-5-907912-31-1
- Кононихин Н. Ленинградская школа литографии. Путь длиною в век. СПб.: М. Frants Art Foundation. — 2021. — 360 с., цв. ил. С. — 180, 246, 256, 342. ISBN 978-5-6046274-4-0 [70]
- Grigoryants El. Reflections of historical Futurism in contemporary Russian book art / The Futurist Tradition in Contemporary Russian Artists’ Books // International Yearbook of Futurism Studies / Special Issue on Russian Futurism. Ed. by Günter Berghaus. — Walter de Gruyter. Vol. 9 — 2019, 520 p. ISBN 978-3-11-064623-8 (на англ. яз.)[71].
- Печатная графика Санкт-Петербургских художников // Каталог. Авт. вст. ст.: Кононихин Н. Ю., Парыгин А. СПб.: СПбСХ. — 2020. — 192 с., цв. ил. С. — 77, 78. ISBN 978-5-6043891-1-9
- Боровский А., Кассель Н. Буклет к выставке в Мраморном дворце ГРМ. Георгий Васильевич (ГАГА) Ковенчук. 1933—2015. — Б. м.: б. и, б. д. [2015]. — 500 экз.
- Григорьянц Е., Парыгин А. Книги-дневники Гаги Ковенчука. — Петербургские искусствоведческие тетради. Выпуск 37. — СПб.: АИС, 2015. — С. 12-17.
- Долинина К. Художник налегке. Выставка Георгия Ковенчука в Русском музее // Коммерсантъ. — 02.10.2015[72].
- Корнеева Т. В Петербурге презентовали книгу «Гага рисует „Клопа“» // Российская газета. — 2014. — 19 янв[73].
- Парыгин А. Новый клоп Гаги Ковенчука. — Петербургские искусствоведческие тетради, выпуск 29. — СПб: АИС, 2014;
- Parygin A. Kovenčuk, Georgij Vasil’evič // Allgemeines Künstlerlexikon Die Bildenden Künstler aller Zeiten und Völker (AKL)[74]. — Walter de Gruyter. Band 81: — 2013. — 540 S. (Hardcover). (на немецком яз.);
- Дубшан Ф. «Под этим подписался бы сам Володя» так говорила Лиля Брик о работе Георгия Ковенчука // Вечерний Петербург. — 19 декабря 2013[75].
- Ковенчук Г., Боровский А., Парыгин А. Георгий Ковенчук (Гага) рисует «Клопа»: книга-альбом. — СПб.: Изд. Тимофея Маркова. 2013. — 160 с., ил.
- Парыгин А. Б. Пьеса «Клоп» В. В. Маяковского в графике Г. В. Ковенчука // Вестник СПб ГУТД. — 2013. — Серия 3. № 4. — СПб.: СПб ГУТД, 2013. — С. 80-84.
- ガガです、ガカの―ロシア未来派の裔ゲオルギィ・コヴェンチューク (日本語) 単行本 // Катаяма Фуэ. GAGA AS GAKA: Georgy Kovenchuk, the successor of Russian Futurist [Гага русский художник-футурист ]. — Токио, 2013. — 192 с. + 32 цв ил. (на японском яз.);
- Герасименко П. КЛОП // Проектор. — 2013. — № 3 (24). — С. 98-103.
- Художники «Мурзилки» 1924-2013. — М.: ТриМаг, 2013. — С. 154. — ISBN 978-5-901666-40-1.
- Боровский А. Весёлое имя. Северный грифель (статьи о графическом). — СПб. 2012. — С. 64-74.
- Петрова Е. Собрание сочинений в трёх мешках. Как художник писателем стал… // Аргументы и Факты Петербург. — 2012.
- Елисеев Н. Свиток воспоминаний. // Эксперт Северо-Запад, 5 марта 2012. № 9 (555)[76].
- Шелухина Е. Н. Гага и Шолти // В книге: Сэр Джордж Шолти. Встречи с Россией. М.: Изд. Г. А. Саамов, 2012. — 160 с., ISBN 978-5-902534-09-9. Цитата из статьи[77]:
- Кузнецов Э. Родом из шестидесятых // Графиня покидает бал (статьи и воспоминания). М., 2010. — С. 306—314. — ISBN 978-5-87334-125-2.
- Тарасова М. Георгий Васильевич Ковенчук // Русское искусство, 2007[78].
- Герман М. Георгий Ковенчук (буклет к выставке в галерее «Матис Клуб»). — СПб.: Матис Клуб. 2005. — 32 с. [без пагинации].
- Сапгир К. Наследник футуристов // Русская мысль, Париж, 2004.
- Мегалашвили А. Визит футуриста // Art & Times. — 2004. — № 1 (12). — С. 18-20.
- La Ecce Homo // Gazette de Monaco, July 2004.
- Петербургские лица: семейный альбом / Л. К. Плескачева. — СПб.: ПР-Партнер, 2003. — 559 с.
- Боровский А. Весёлое имя // Адреса Петербурга. — 2003. — № 5/17.
- Трофименков М. Факс искусства в Мраморном дворце // Коммерсантъ, № 46 от 19.03.2002, — С. 2[79].
- Соловьёва, Ек. Окно в Париж, Тулузу и Пекин // Невское время. 3 апреля 2002[80].
- Козырева Н. Наследник по прямой // Аврора. — 1993. — № 10-12. — С. 136—147.
- Kowalska B. Dziad i wnuk // Projekt. — 1988. — № 2 (179) — S. 20-23 (на польском яз.);
- Шашкина М. В мастерских: Георгий Ковенчук // Советская графика. — 1982. — № 9. — С. 100—105.
- Довлатов С. Соло на Ундервуде: Записные книжки — Париж: Третья волна, 1980. Цитата из книги[81]:
- Буклет-приглашение на выставку Георгия Васильевича Ковенчука (рисунки, литографии, гравюры, офорты, иллюстрации) / Вст. ст. Нешатаева Н. — Л.: Ленкнига, 1977.
- Гранин Д. Книга — спектакль. — Л., 1975. Цитата из статьи:
- Молдавский Д. Режиссёр книги. — Л., 1975.
- Минчковский А. Хорошая получилась книга! // Литературная газета. — 1975. — № 15/1.
- Алянский Ю. Воскрешение Присыпкина. — Л., 1974.